# Lista uczestników Vuelta a España 2017
Lista uczestników Vuelta a España 2017:
Na starcie tego wieloetapowego wyścigu stanęły 22 zawodowe ekipy, 18 drużyn jeżdżących w UCI World Tour 2017 i 4 profesjonalne zespoły zaproszone przez organizatorów z tzw. „dziką kartą”.

## Legenda
| Legenda | Legenda                                    |
| ------- | ------------------------------------------ |
|         | Zwycięzca klasyfikacji generalnej          |
|         | Zwycięzca klasyfikacji punktowej           |
|         | Zwycięzca klasyfikacji górskiej            |
|         | Zwycięzca klasyfikacji kombinowanej        |
| DNS     | Zawodnik nie wystartował do etapu          |
| DNF     | Zawodnik nie ukończył etapu                |
| DSQ     | Zawodnik został zdyskwalifikowany          |
| HD      | Zawodnik przekroczył limit czasu na etapie |

### Trek-Segafredo
| Trek-Segafredo TFS | Trek-Segafredo TFS | Trek-Segafredo TFS | Trek-Segafredo TFS | Trek-Segafredo TFS                              | Trek-Segafredo TFS |
| Numer              | Zawodnik           | Państwo            | Wiek               | Uwagi                                           | Miejsce            |
| ------------------ | ------------------ | ------------------ | ------------------ | ----------------------------------------------- | ------------------ |
| 1                  | Alberto Contador   | Hiszpania          | 34                 |                                                 | 5.                 |
| 2                  | Edward Theuns      | Belgia             | 26                 |                                                 | 91.                |
| 3                  | Markel Irizar      | Hiszpania          | 37                 |                                                 | 119.               |
| 4                  | Julien Bernard     | Francja            | 25                 |                                                 | 85.                |
| 5                  | Jesús Hernández    | Hiszpania          | 35                 |                                                 | 64.                |
| 6                  | Jarlinson Pantano  | Kolumbia           | 28                 | Mistrz Kolumbii w jeździe indywidualnej na czas | 33.                |
| 7                  | John Degenkolb     | Niemcy             | 28                 |                                                 | DNS-5              |
| 8                  | Koen de Kort       | Holandia           | 34                 |                                                 | 77.                |
| 9                  | Peter Stetina      | Stany Zjednoczone  | 30                 |                                                 | 31.                |

### Quick-Step Floors
| Quick-Step Floors QST | Quick-Step Floors QST | Quick-Step Floors QST | Quick-Step Floors QST | Quick-Step Floors QST                            | Quick-Step Floors QST |
| Numer                 | Zawodnik              | Państwo               | Wiek                  | Uwagi                                            | Miejsce               |
| --------------------- | --------------------- | --------------------- | --------------------- | ------------------------------------------------ | --------------------- |
| 11                    | David de la Cruz      | Hiszpania             | 28                    |                                                  | DNF-20                |
| 12                    | Julian Alaphilippe    | Francja               | 25                    |                                                  | 68.                   |
| 13                    | Eros Capecchi         | Włochy                | 31                    |                                                  | 104.                  |
| 14                    | Tim Declercq          | Belgia                | 28                    |                                                  | 129.                  |
| 15                    | Bob Jungels           | Luksemburg            | 24                    | Mistrz Luksemburga w wyścigu ze startu wspólnego | 42.                   |
| 16                    | Enric Mas             | Hiszpania             | 22                    |                                                  | 71.                   |
| 17                    | Yves Lampaert         | Belgia                | 26                    |                                                  | 136.                  |
| 18                    | Niki Terpstra         | Holandia              | 33                    |                                                  | 130.                  |
| 19                    | Matteo Trentin        | Włochy                | 28                    |                                                  | 84.                   |

### Team Sky
| Team Sky SKY | Team Sky SKY     | Team Sky SKY    | Team Sky SKY | Team Sky SKY                                 | Team Sky SKY |
| Numer        | Zawodnik         | Państwo         | Wiek         | Uwagi                                        | Miejsce      |
| ------------ | ---------------- | --------------- | ------------ | -------------------------------------------- | ------------ |
| 21           | Chris Froome     | Wielka Brytania | 32           |                                              | 1.           |
| 22           | Christian Knees  | Niemcy          | 36           |                                              | 124.         |
| 23           | Salvatore Puccio | Włochy          | 27           |                                              | 78.          |
| 24           | David López      | Hiszpania       | 36           |                                              | 66.          |
| 25           | Gianni Moscon    | Włochy          | 23           | Mistrz Włoch w jeździe indywidualnej na czas | 27.          |
| 26           | Mikel Nieve      | Hiszpania       | 33           |                                              | 16.          |
| 27           | Wout Poels       | Holandia        | 29           |                                              | 6.           |
| 28           | Diego Rosa       | Włochy          | 28           |                                              | 53.          |
| 29           | Ian Stannard     | Wielka Brytania | 30           |                                              | 148.         |

### BMC Racing Team
| BMC Racing Team BMC | BMC Racing Team BMC  | BMC Racing Team BMC | BMC Racing Team BMC | BMC Racing Team BMC                              | BMC Racing Team BMC |
| Numer               | Zawodnik             | Państwo             | Wiek                | Uwagi                                            | Miejsce             |
| ------------------- | -------------------- | ------------------- | ------------------- | ------------------------------------------------ | ------------------- |
| 31                  | Damiano Caruso       | Włochy              | 29                  |                                                  | 109.                |
| 32                  | Alessandro De Marchi | Włochy              | 31                  |                                                  | 70.                 |
| 33                  | Rohan Dennis         | Australia           | 27                  | Mistrz Australii w jeździe indywidualnej na czas | DNS-16              |
| 34                  | Kilian Frankiny      | Szwajcaria          | 23                  |                                                  | DNS-16              |
| 35                  | Daniel Oss           | Włochy              | 30                  |                                                  | DNS-17              |
| 36                  | Nicolas Roche        | Irlandia            | 33                  |                                                  | 14.                 |
| 37                  | Loïc Vliegen         | Belgia              | 23                  |                                                  | 112.                |
| 38                  | Tejay van Garderen   | Stany Zjednoczone   | 29                  |                                                  | 10.                 |
| 39                  | Francisco Ventoso    | Hiszpania           | 35                  |                                                  | 92.                 |

### Orica-Scott
| Orica-Scott ORS | Orica-Scott ORS         | Orica-Scott ORS | Orica-Scott ORS | Orica-Scott ORS                               | Orica-Scott ORS |
| Numer           | Zawodnik                | Państwo         | Wiek            | Uwagi                                         | Miejsce         |
| --------------- | ----------------------- | --------------- | --------------- | --------------------------------------------- | --------------- |
| 41              | Esteban Chaves          | Kolumbia        | 27              |                                               | 11.             |
| 42              | Sam Bewley              | Nowa Zelandia   | 30              |                                               | 143.            |
| 43              | Jack Haig               | Australia       | 23              |                                               | 21.             |
| 44              | Magnus Cort Nielsen     | Dania           | 24              |                                               | 126.            |
| 45              | Christopher Juul-Jensen | Dania           | 28              |                                               | 107.            |
| 46              | Svein Tuft              | Kanada          | 40              | Mistrz Kanady w jeździe indywidualnej na czas | DNS-16          |
| 47              | Carlos Verona           | Hiszpania       | 24              |                                               | 73.             |
| 48              | Adam Yates              | Wielka Brytania | 25              |                                               | 34.             |
| 49              | Simon Yates             | Wielka Brytania | 25              |                                               | 44.             |

### Movistar Team
| Movistar Team MOV | Movistar Team MOV  | Movistar Team MOV | Movistar Team MOV | Movistar Team MOV | Movistar Team MOV |
| Numer             | Zawodnik           | Państwo           | Wiek              | Uwagi             | Miejsce           |
| ----------------- | ------------------ | ----------------- | ----------------- | ----------------- | ----------------- |
| 51                | Jorge Arcas        | Hiszpania         | 25                |                   | DNF-12            |
| 52                | Carlos Betancur    | Kolumbia          | 27                |                   | DNS-7             |
| 53                | Richard Carapaz    | Ekwador           | 24                |                   | 36.               |
| 54                | Rubén Fernández    | Hiszpania         | 26                |                   | DNF-15            |
| 55                | Daniel Moreno      | Hiszpania         | 35                |                   | 18.               |
| 56                | Nélson Oliveira    | Portugalia        | 28                |                   | 47.               |
| 57                | Antonio Pedrero    | Hiszpania         | 25                |                   | 51.               |
| 58                | José Joaquín Rojas | Hiszpania         | 32                |                   | 22.               |
| 59                | Marc Soler         | Hiszpania         | 23                |                   | 48.               |

### Team Sunweb
| Team Sunweb SUN | Team Sunweb SUN      | Team Sunweb SUN   | Team Sunweb SUN | Team Sunweb SUN | Team Sunweb SUN |
| Numer           | Zawodnik             | Państwo           | Wiek            | Uwagi           | Miejsce         |
| --------------- | -------------------- | ----------------- | --------------- | --------------- | --------------- |
| 61              | Wilco Kelderman      | Holandia          | 26              |                 | 4.              |
| 62              | Warren Barguil       | Francja           | 25              |                 | DNS-8           |
| 63              | Johannes Fröhlinger  | Niemcy            | 32              |                 | 120.            |
| 64              | Chad Haga            | Stany Zjednoczone | 28              |                 | 98.             |
| 65              | Chris Hamilton       | Australia         | 22              |                 | 121.            |
| 66              | Lennard Hofstede     | Holandia          | 22              |                 | DNF-12          |
| 67              | Lennard Kämna        | Niemcy            | 20              |                 | DNS-17          |
| 68              | Søren Kragh Andersen | Dania             | 23              |                 | 106.            |
| 69              | Sam Oomen            | Holandia          | 22              |                 | DNF-14          |

### Bora-Hansgrohe
| Bora-Hansgrohe BOH | Bora-Hansgrohe BOH  | Bora-Hansgrohe BOH | Bora-Hansgrohe BOH | Bora-Hansgrohe BOH | Bora-Hansgrohe BOH |
| Numer              | Zawodnik            | Państwo            | Wiek               | Uwagi              | Miejsce            |
| ------------------ | ------------------- | ------------------ | ------------------ | ------------------ | ------------------ |
| 71                 | Rafał Majka         | Polska             | 27                 |                    | 39.                |
| 72                 | Emanuel Buchmann    | Niemcy             | 24                 |                    | 65                 |
| 73                 | Michael Kolář       | Słowacja           | 24                 |                    | DNF-2              |
| 74                 | Cesare Benedetti    | Włochy             | 30                 |                    | DNF-8              |
| 75                 | Patrick Konrad      | Austria            | 25                 |                    | 96.                |
| 76                 | Christoph Pfingsten | Niemcy             | 29                 |                    | 142.               |
| 77                 | Paweł Poljański     | Polska             | 27                 |                    | 67.                |
| 78                 | Andreas Schillinger | Niemcy             | 34                 |                    | 144.               |
| 79                 | Michael Schwarzmann | Niemcy             | 26                 |                    | 154.               |

### Ag2r-La Mondiale
| Ag2r-La Mondiale ALM | Ag2r-La Mondiale ALM | Ag2r-La Mondiale ALM | Ag2r-La Mondiale ALM | Ag2r-La Mondiale ALM | Ag2r-La Mondiale ALM |
| Numer                | Zawodnik             | Państwo              | Wiek                 | Uwagi                | Miejsce              |
| -------------------- | -------------------- | -------------------- | -------------------- | -------------------- | -------------------- |
| 81                   | Romain Bardet        | Francja              | 26                   |                      | 17.                  |
| 82                   | Clément Chevrier     | Francja              | 25                   |                      | 61.                  |
| 83                   | Nico Denz            | Niemcy               | 23                   |                      | DNS-16               |
| 84                   | Axel Domont          | Francja              | 27                   |                      | DNS-14               |
| 85                   | Julien Duval         | Francja              | 27                   |                      | 108.                 |
| 86                   | Alexandre Geniez     | Francja              | 29                   |                      | DNS-16               |
| 87                   | Alexis Gougeard      | Francja              | 24                   |                      | 99.                  |
| 88                   | Hugo Houle           | Kanada               | 26                   |                      | 115.                 |
| 89                   | Domenico Pozzovivo   | Włochy               | 34                   |                      | DNF-11               |

### Cannondale-Drapac
| Cannondale-Drapac CDT | Cannondale-Drapac CDT | Cannondale-Drapac CDT | Cannondale-Drapac CDT | Cannondale-Drapac CDT | Cannondale-Drapac CDT |
| Numer                 | Zawodnik              | Państwo               | Wiek                  | Uwagi                 | Miejsce               |
| --------------------- | --------------------- | --------------------- | --------------------- | --------------------- | --------------------- |
| 91                    | Michael Woods         | Kanada                | 30                    |                       | 7.                    |
| 92                    | Brendan Canty         | Australia             | 25                    |                       | 113.                  |
| 93                    | Simon Clarke          | Australia             | 31                    |                       | 74.                   |
| 94                    | Joe Dombrowski        | Stany Zjednoczone     | 26                    |                       | 101.                  |
| 95                    | Thomas Scully         | Nowa Zelandia         | 27                    |                       | 153.                  |
| 96                    | Toms Skujiņš          | Łotwa                 | 26                    |                       | 123.                  |
| 97                    | William Clarke        | Australia             | 32                    |                       | 157.                  |
| 98                    | Davide Villella       | Włochy                | 26                    |                       | 97.                   |
| 99                    | Tom Van Asbroeck      | Belgia                | 27                    |                       | 133.                  |

### Team Katusha-Alpecin
| Team Katusha-Alpecin KAT | Team Katusha-Alpecin KAT | Team Katusha-Alpecin KAT | Team Katusha-Alpecin KAT | Team Katusha-Alpecin KAT                     | Team Katusha-Alpecin KAT |
| Numer                    | Zawodnik                 | Państwo                  | Wiek                     | Uwagi                                        | Miejsce                  |
| ------------------------ | ------------------------ | ------------------------ | ------------------------ | -------------------------------------------- | ------------------------ |
| 101                      | Ilnur Zakarin            | Rosja                    | 27                       | Mistrz Rosji w jeździe indywidualnej na czas | 3.                       |
| 102                      | Maksim Bielkow           | Rosja                    | 32                       |                                              | 134.                     |
| 103                      | Sven Erik Bystrøm        | Norwegia                 | 25                       |                                              | DNS-8                    |
| 104                      | José Gonçalves           | Portugalia               | 28                       |                                              | DNF-6                    |
| 105                      | Marco Haller             | Austria                  | 26                       |                                              | 118.                     |
| 106                      | Alberto Losada           | Hiszpania                | 35                       |                                              | 72.                      |
| 107                      | Michael Mørkøv           | Dania                    | 32                       |                                              | 137.                     |
| 108                      | Matwiej Mamykin          | Rosja                    | 22                       |                                              | DNF-19                   |
| 109                      | Rein Taaramäe            | Estonia                  | 30                       |                                              | 147.                     |

### Team LottoNL-Jumbo
| Team LottoNL-Jumbo TLJ | Team LottoNL-Jumbo TLJ | Team LottoNL-Jumbo TLJ | Team LottoNL-Jumbo TLJ | Team LottoNL-Jumbo TLJ | Team LottoNL-Jumbo TLJ |
| Numer                  | Zawodnik               | Państwo                | Wiek                   | Uwagi                  | Miejsce                |
| ---------------------- | ---------------------- | ---------------------- | ---------------------- | ---------------------- | ---------------------- |
| 111                    | Steven Kruijswijk      | Holandia               | 30                     |                        | 9.                     |
| 112                    | George Bennett         | Nowa Zelandia          | 27                     |                        | DNS-12                 |
| 113                    | Antwan Tolhoek         | Holandia               | 23                     |                        | 28.                    |
| 114                    | Koen Bouwman           | Holandia               | 23                     |                        | 41.                    |
| 115                    | Stef Clement           | Holandia               | 34                     |                        | 29.                    |
| 116                    | Floris De Tier         | Belgia                 | 25                     |                        | 62.                    |
| 117                    | Bert-Jan Lindeman      | Holandia               | 28                     |                        | 110.                   |
| 118                    | Juan José Lobato       | Hiszpania              | 28                     |                        | 114.                   |
| 119                    | Daan Olivier           | Holandia               | 24                     |                        | 60.                    |

### UAE Team Emirates
| UAE Team Emirates UAD | UAE Team Emirates UAD | UAE Team Emirates UAD | UAE Team Emirates UAD | UAE Team Emirates UAD                           | UAE Team Emirates UAD |
| Numer                 | Zawodnik              | Państwo               | Wiek                  | Uwagi                                           | Miejsce               |
| --------------------- | --------------------- | --------------------- | --------------------- | ----------------------------------------------- | --------------------- |
| 121                   | Rui Costa             | Portugalia            | 30                    |                                                 | 43.                   |
| 122                   | Darwin Atapuma        | Kolumbia              | 29                    |                                                 | 20.                   |
| 123                   | Anass Aït El Abdia    | Maroko                | 24                    |                                                 | DNF-2                 |
| 124                   | Louis Meintjes        | Południowa Afryka     | 25                    |                                                 | 12.                   |
| 125                   | Sacha Modolo          | Włochy                | 30                    |                                                 | 131.                  |
| 126                   | Matej Mohorič         | Słowenia              | 22                    |                                                 | 30.                   |
| 127                   | Przemysław Niemiec    | Polska                | 37                    |                                                 | 86.                   |
| 128                   | Jan Polanc            | Słowenia              | 25                    | Mistrz Słowenii w jeździe indywidualnej na czas | 38.                   |
| 129                   | Federico Zurlo        | Włochy                | 23                    |                                                 | 149.                  |

### Astana Pro Team
| Astana Pro Team AST | Astana Pro Team AST | Astana Pro Team AST | Astana Pro Team AST | Astana Pro Team AST                        | Astana Pro Team AST |
| Numer               | Zawodnik            | Państwo             | Wiek                | Uwagi                                      | Miejsce             |
| ------------------- | ------------------- | ------------------- | ------------------- | ------------------------------------------ | ------------------- |
| 131                 | Fabio Aru           | Włochy              | 27                  | Mistrz Włoch w wyścigu ze startu wspólnego | 13.                 |
| 132                 | Pello Bilbao        | Hiszpania           | 27                  |                                            | 23.                 |
| 133                 | Siergiej Czerniecki | Rosja               | 27                  |                                            | 94.                 |
| 134                 | Laurens De Vreese   | Belgia              | 28                  |                                            | 112.                |
| 135                 | Jesper Hansen       | Dania               | 26                  |                                            | DNF-8               |
| 136                 | Miguel Ángel López  | Kolumbia            | 23                  |                                            | 8.                  |
| 137                 | Aleksiej Łucenko    | Kazachstan          | 24                  |                                            | 75.                 |
| 138                 | Luis León Sánchez   | Hiszpania           | 33                  |                                            | 32.                 |
| 139                 | Nikita Stalnow      | Kazachstan          | 25                  |                                            | 145.                |

### Lotto Soudal
| Lotto Soudal LTS | Lotto Soudal LTS  | Lotto Soudal LTS | Lotto Soudal LTS | Lotto Soudal LTS | Lotto Soudal LTS |
| Numer            | Zawodnik          | Państwo          | Wiek             | Uwagi            | Miejsce          |
| ---------------- | ----------------- | ---------------- | ---------------- | ---------------- | ---------------- |
| 141              | Sander Armée      | Belgia           | 31               |                  | 19.              |
| 142              | Bart De Clercq    | Belgia           | 30               |                  | 40.              |
| 143              | Thomas De Gendt   | Belgia           | 30               |                  | 57.              |
| 144              | Jens Debusschere  | Belgia           | 27               |                  | DNF-9            |
| 145              | Tomasz Marczyński | Polska           | 33               |                  | 55.              |
| 146              | Rémy Mertz        | Belgia           | 22               |                  | 150.             |
| 147              | Maxime Monfort    | Belgia           | 34               |                  | DNS-18           |
| 148              | Jelle Wallays     | Belgia           | 28               |                  | 151.             |
| 149              | Adam Hansen       | Australia        | 36               |                  | 95.              |

### Bahrain-Merida
| Bahrain-Merida TBM | Bahrain-Merida TBM | Bahrain-Merida TBM | Bahrain-Merida TBM | Bahrain-Merida TBM | Bahrain-Merida TBM |
| Numer              | Zawodnik           | Państwo            | Wiek               | Uwagi              | Miejsce            |
| ------------------ | ------------------ | ------------------ | ------------------ | ------------------ | ------------------ |
| 151                | Vincenzo Nibali    | Włochy             | 32                 |                    | 2.                 |
| 152                | Valerio Agnoli     | Włochy             | 32                 |                    | 79.                |
| 153                | Manuele Boaro      | Włochy             | 30                 |                    | 116.               |
| 154                | Iván García        | Hiszpania          | 21                 |                    | 100.               |
| 155                | Javier Moreno      | Hiszpania          | 33                 |                    | DNF-2              |
| 156                | Antonio Nibali     | Włochy             | 24                 |                    | 102.               |
| 157                | Domen Novak        | Słowenia           | 22                 |                    | 105.               |
| 158                | Franco Pellizotti  | Włochy             | 39                 |                    | 25.                |
| 159                | Giovanni Visconti  | Włochy             | 34                 |                    | 46.                |

### FDJ
| FDJ   | FDJ                  | FDJ      | FDJ  | FDJ                                            | FDJ     |
| Numer | Zawodnik             | Państwo  | Wiek | Uwagi                                          | Miejsce |
| ----- | -------------------- | -------- | ---- | ---------------------------------------------- | ------- |
| 161   | Arnaud Courteille    | Francja  | 28   |                                                | 103.    |
| 162   | Marc Fournier        | Francja  | 22   |                                                | DNF-3   |
| 163   | Daniel Hoelgaard     | Norwegia | 24   |                                                | 125.    |
| 164   | Johan Le Bon         | Francja  | 26   |                                                | DNF-9   |
| 165   | Tobias Ludvigsson    | Szwecja  | 26   | Mistrz Szwecji w jeździe indywidualnej na czas | 59.     |
| 166   | Jérémy Maison        | Francja  | 24   |                                                | 63.     |
| 167   | Lorrenzo Manzin      | Francja  | 23   |                                                | 156.    |
| 168   | Anthony Roux         | Francja  | 30   |                                                | 52.     |
| 169   | Odd Christian Eiking | Norwegia | 22   |                                                | DNS-21  |

### Dimension Data
| Dimension Data DDD | Dimension Data DDD         | Dimension Data DDD | Dimension Data DDD | Dimension Data DDD                            | Dimension Data DDD |
| Numer              | Zawodnik                   | Państwo            | Wiek               | Uwagi                                         | Miejsce            |
| ------------------ | -------------------------- | ------------------ | ------------------ | --------------------------------------------- | ------------------ |
| 171                | Igor Antón                 | Hiszpania          | 34                 |                                               | 35.                |
| 172                | Nick Dougall               | Południowa Afryka  | 24                 |                                               | DNF-6              |
| 173                | Youcef Reguigui            | Algieria           | 27                 | Mistrz Algierii w wyścigu ze startu wspólnego | DNF-5              |
| 174                | Omar Fraile                | Hiszpania          | 27                 |                                               | DNF-13             |
| 175                | Jacques Janse van Rensburg | Południowa Afryka  | 27                 |                                               | 82.                |
| 176                | Ben King                   | Stany Zjednoczone  | 28                 |                                               | DNS-3              |
| 177                | Merhawi Kudus              | Erytrea            | 23                 |                                               | DNF-7              |
| 178                | Lachlan Morton             | Australia          | 25                 |                                               | 90.                |
| 179                | Serge Pauwels              | Belgia             | 33                 |                                               | DNS-12             |

### Cofidis
| Cofidis COF | Cofidis COF         | Cofidis COF | Cofidis COF | Cofidis COF | Cofidis COF |
| Numer       | Zawodnik            | Państwo     | Wiek        | Uwagi       | Miejsce     |
| ----------- | ------------------- | ----------- | ----------- | ----------- | ----------- |
| 181         | Guillaume Bonnafond | Francja     | 30          |             | 88.         |
| 182         | Luis Ángel Maté     | Hiszpania   | 33          |             | 24.         |
| 183         | Daniel Navarro      | Hiszpania   | 34          |             | 81.         |
| 184         | Anthony Perez       | Francja     | 26          |             | 80.         |
| 185         | Stéphane Rossetto   | Francja     | 30          |             | 54.         |
| 186         | Anthony Turgis      | Francja     | 23          |             | 117.        |
| 187         | Jimmy Turgis        | Francja     | 26          |             | DNF-15      |
| 188         | Jonas Van Genechten | Belgia      | 30          |             | DNF-7       |
| 189         | Kenneth Vanbilsen   | Belgia      | 27          |             | 146.        |

### Caja Rural-Seguros RGA
| Caja Rural-Seguros RGA CJR | Caja Rural-Seguros RGA CJR | Caja Rural-Seguros RGA CJR | Caja Rural-Seguros RGA CJR | Caja Rural-Seguros RGA CJR | Caja Rural-Seguros RGA CJR |
| Numer                      | Zawodnik                   | Państwo                    | Wiek                       | Uwagi                      | Miejsce                    |
| -------------------------- | -------------------------- | -------------------------- | -------------------------- | -------------------------- | -------------------------- |
| 191                        | Sergio Pardilla            | Hiszpania                  | 33                         |                            | 15.                        |
| 192                        | David Arroyo               | Hiszpania                  | 37                         |                            | 89.                        |
| 193                        | Fabricio Ferrari           | Urugwaj                    | 32                         |                            | 56.                        |
| 194                        | Lluís Mas                  | Hiszpania                  | 28                         |                            | 83.                        |
| 195                        | Rafael Reis                | Portugalia                 | 25                         |                            | 132.                       |
| 196                        | Jaime Rosón                | Hiszpania                  | 24                         |                            | 26.                        |
| 197                        | Diego Rubio                | Hiszpania                  | 26                         |                            | 127.                       |
| 198                        | Héctor Sáez                | Hiszpania                  | 23                         |                            | 76.                        |
| 199                        | Nick Schultz               | Australia                  | 22                         |                            | 111.                       |

### Aqua Blue Sport
| Aqua Blue Sport ABS | Aqua Blue Sport ABS | Aqua Blue Sport ABS | Aqua Blue Sport ABS | Aqua Blue Sport ABS                                       | Aqua Blue Sport ABS |
| Numer               | Zawodnik            | Państwo             | Wiek                | Uwagi                                                     | Miejsce             |
| ------------------- | ------------------- | ------------------- | ------------------- | --------------------------------------------------------- | ------------------- |
| 201                 | Adam Blythe         | Wielka Brytania     | 27                  |                                                           | 155.                |
| 202                 | Mark Christian      | Wielka Brytania     | 26                  |                                                           | 138.                |
| 203                 | Stefan Denifl       | Austria             | 29                  |                                                           | 58.                 |
| 204                 | Aaron Gate          | Nowa Zelandia       | 26                  |                                                           | 140.                |
| 205                 | Lasse Norman Hansen | Dania               | 25                  |                                                           | 139.                |
| 206                 | Michel Kreder       | Holandia            | 30                  |                                                           | 128.                |
| 207                 | Larry Warbasse      | Stany Zjednoczone   | 27                  | Mistrz Stanów Zjednoczonych w wyścigu ze startu wspólnego | DNF-7               |
| 208                 | Peter Koning        | Holandia            | 26                  |                                                           | 141.                |
| 209                 | Conor Dunne         | Irlandia            | 25                  |                                                           | 158.                |

### Manza Postobon Team
| Manza Postobon Team MZN | Manza Postobon Team MZN | Manza Postobon Team MZN | Manza Postobon Team MZN | Manza Postobon Team MZN | Manza Postobon Team MZN |
| Numer                   | Zawodnik                | Państwo                 | Wiek                    | Uwagi                   | Miejsce                 |
| ----------------------- | ----------------------- | ----------------------- | ----------------------- | ----------------------- | ----------------------- |
| 211                     | Aldemar Reyes           | Kolumbia                | 22                      |                         | 45.                     |
| 212                     | Hernán Aguirre          | Kolumbia                | 21                      |                         | 37.                     |
| 213                     | Hernando Bohórquez      | Kolumbia                | 25                      |                         | 93.                     |
| 214                     | Fernando Orjuela        | Kolumbia                | 25                      |                         | 135.                    |
| 215                     | Juan Felipe Osorio      | Kolumbia                | 22                      |                         | 87.                     |
| 216                     | Juan Sebastián Molano   | Kolumbia                | 22                      |                         | 152.                    |
| 217                     | Bernardo Suaza          | Kolumbia                | 24                      |                         | 49.                     |
| 218                     | Ricardo Vilela          | Portugalia              | 29                      |                         | 50.                     |
| 219                     | Jetse Bol               | Holandia                | 27                      |                         | 69.                     |

## Kraje reprezentowane przez kolarzy
| Państwo           | Liczba kolarzy | Liczba kolarzy, którzy ukończyli wyścig | Wygrane etapy                                             |
| ----------------- | -------------- | --------------------------------------- | --------------------------------------------------------- |
| Algieria          | 1              | 0                                       |                                                           |
| Australia         | 9              | 8                                       |                                                           |
| Austria           | 3              | 3                                       | 1 (Stefan Denifl x1)                                      |
| Belgia            | 17             | 14                                      | 3 (Sander Armée x1, Thomas De Gendt x1, Yves Lampaert x1) |
| Dania             | 6              | 5                                       |                                                           |
| Ekwador           | 1              | 1                                       |                                                           |
| Erytrea           | 1              | 0                                       |                                                           |
| Estonia           | 1              | 1                                       |                                                           |
| Francja           | 20             | 14                                      | 1 (Julian Alaphilippe x1)                                 |
| Hiszpania         | 31             | 26                                      | 1 (Alberto Contador x1)                                   |
| Holandia          | 15             | 13                                      |                                                           |
| Irlandia          | 2              | 2                                       |                                                           |
| Kanada            | 3              | 2                                       |                                                           |
| Kazachstan        | 2              | 2                                       | 1 (Aleksiej Łucenko x1)                                   |
| Kolumbia          | 12             | 11                                      | 2 (Miguel Ángel López x2)                                 |
| Luksemburg        | 1              | 1                                       |                                                           |
| Łotwa             | 1              | 1                                       |                                                           |
| Maroko            | 1              | 0                                       |                                                           |
| Niemcy            | 9              | 6                                       |                                                           |
| Norwegia          | 3              | 1                                       |                                                           |
| Nowa Zelandia     | 4              | 3                                       |                                                           |
| Polska            | 4              | 4                                       | 3 (Tomasz Marczyński x2, Rafał Majka x1)                  |
| Portugalia        | 5              | 4                                       |                                                           |
| Południowa Afryka | 3              | 2                                       |                                                           |
| Rosja             | 4              | 3                                       |                                                           |
| Słowacja          | 1              | 0                                       |                                                           |
| Słowenia          | 3              | 3                                       | 1 (Matej Mohorič x1)                                      |
| Stany Zjednoczone | 6              | 4                                       |                                                           |
| Szwajcaria        | 1              | 0                                       |                                                           |
| Szwecja           | 1              | 1                                       |                                                           |
| Urugwaj           | 1              | 1                                       |                                                           |
| Wielka Brytania   | 6              | 6                                       | 2 (Chris Froome x2)                                       |
| Włochy            | 20             | 16                                      | 5 (Matteo Trentin x4, Vincenzo Nibali x1)                 |
| RAZEM             | 198            | 158                                     |                                                           |